# لنارت کلینگستروم
لنارت کلینگستروم (انگلیسی: Lennart Klingström؛ ۱۸ آوریل ۱۹۱۶ – ۵ ژوئیه ۱۹۹۴) قایقران کانو اهل سوئد بود.
وی در مسابقات کشوری و بین‌المللی در مجموع برندهٔ ۴ مدال طلا، ۱ مدال نقره شده‌است.